# Kisaeng
Kisaeng (em hangul: 기생; em hanja: 妓生; romanizado: gisaeng), às vezes chamadas de ginyeo (기녀, "mulher habilidosa", em português), eram mulheres coreanas de classe baixa e às vezes consideradas escravas que eram treinadas para serem cortesãs, vindo em sua maior parte da plebe, providenciando entretenimento e conversas para homens de classe alta, podendo ou não ser íntimo. Elas apareceram pela primeira vez na Dinastia Goryeo, e eram legalmente contratadas para entreter os homens do governo, performando várias funções para o Estado. Muitas foram empregadas na corte, mas elas também estavam espalhadas por todo o país. Elas eram cuidadosamente treinadas e, frequentemente, realizavam artes refinadas, poesia e prosa. Apesar de serem de uma classe social inferior, eram respeitadas como artistas. Além da área do entretenimento, elas desempenhavam funções em cuidados médicos e bordados.
Ao longo dos períodos Goryeo e Joseon, as kisaeng tinham o status de cheonmin, o nível mais baixo da sociedade. Elas compartilharam esse status com outros artistas, bem como açougueiros e escravos. Esse status era hereditário, por isso os filhos de uma kisaeng também eram cheonmin do Estado, e as filhas kisaeng automaticamente tornavam-se kisaeng.
Algumas das histórias mais antigas e populares da Coreia, como o conto de Chunhyang, caracteriza as kisaeng como heroínas. Embora os nomes da maioria das kisaeng reais tenham sido esquecidos, alguns são lembrados por algum atributo, tais como talento ou lealdade. A mais famosa delas é a Hwang Jin Yi, que viveu no século XVI.
Nem todas as gisaeng prestavam serviços sexuais. Vários relatos apontam gisaeng se especializando, especificamente, em artes, música, poesia e habilidade de conversação. 
Muito poucas casas kisaeng tradicionais continuam a operar na Coreia do Sul, e muitas das tradições e danças foram perdidos para sempre. Algumas empresas sul-coreanas convidam empresários estrangeiros para uma casa kisaeng, mas o lugar é mais uma interpretação moderna ou uma sombra do que a casa kisaeng foi no passado.

## Posição social
Começando no período Goryeo, os escritórios que regiam cada distrito mantinham um registro da kisaeng, para garantir a supervisão completa. A mesma prática foi seguida para escravos recrutados. Era muito difícil para uma gisaeng mudar de classe social, e uma delas só poderia ser liberada de sua posição se um preço alto fosse pago ao governo, o que poderia normalmente ser feito apenas por um patrono rico, tipicamente um alto funcionário do governo. Muitas kisaeng eram hábeis na poesia, e muitos Sijo (tradicional estrutura de poema coreano) compostos por kisaeng sobreviviveram. Estes, muitas vezes, refletem temas de dor e despedida, semelhantes aos poemas compostos por estudiosos no exílio. Além disso, alguns dos poemas mais famosos kisaeng foram compostos para convencer os estudiosos proeminentes a passar a noite.  
De fato, o estilo Sijo veio a ser associada com as mulheres kisaeng, enquanto que as mulheres de status yangban focavam em poemas no formato gasa (kasa). 
Uma kisaeng relacionada a um local do governo era chamada de  gwan-gi, e seu status era cuidadosamente diferenciado dos escravos comuns também ligados ao governo. Eles era classificados separadamente nos registros do censo. 
As kisaeng tinha um status superior ao dos escravos, embora tecnicamente eles eram todos cheonmin por classificação. 
Na sociedade da Coreia, estruturada e hierárquica, gisaeng eram tecnicamente escravas, também sendo consideradas assim por alguns autores. Por esta razão, era dito, em algumas ocasiões, que as gisaeng "possuíam o corpo da classe mais baixa, mas a mente da aristocracia".

## Carreira
A carreira da maioria das gisaeng era muito curta, geralmente chegando ao seu auge aos 16 ou 17 anos, e chegando ao fim aos 22. Apenas algumas gisaeng foram capazes de manter seus negócios além desse tempo. Pode ser por essa razão que os institutos de treinamento gisaeng aceitavam garotas aos oito anos. Todas as gisaeng, até mesmo as que não trabalhavam como prostitutas eram obrigadas pela lei a se aposentar aos 50 anos.